# Lena Olin
Lena Olin (Stockholm, 22. ožujka 1955.) je švedska glumica.
Odrasla je u glumačkoj porodici kao kći Stiga Olina i Britte Holmberg. Godine 1974. je izabrana za Miss Skandinavije. Privukla je pozornost 1980-ih suradnjom s Ingmarom Bergmanom, u filmu Fanny i Alexander 1982. a nakon uloge u američkoj ekranizaciji istoimene knjige Milana Kundere Nepodnošljiva lakoća postojanja iz 1988., počinje glumiti u nizu američkih filmova. Za ulogu u filmu Enemies: A Love Story  1989., nominirana je za Oscara. 1990. glumi u filmu Havanna Sydneya Pollacka zajedno s Robertom Redfordom. Zatim slijedi širok spektar uloga: od profesionalnog ubojice u filmu Romeo Is Bleeding, do liječnice u filmu Mr. Jones 1993. Jedno od najboljih ostvarenja je pružila u filmu Romana Polanskog Deveta vrata.
Od 1994. udata je za redatelja Lassea Hallströma s kojim je snimila filmove Čokolada i Casanova.
Par ima zajedno jednu kćer, dok Lena iz jedne prijašnje veze ima još jednog sina.
Mlađim generacijama je poznata i po ulozi Irine Derevko u TV-seriji Alias.

## Vanjske poveznice
- Lena Olin u internetskoj bazi filmova IMDb-u (engl.)